# Alexandru Bogdan-Pitești
Alexandru Bogdan-Pitești (Pitești, 13 giugno 1870 – Bucarest, 12 maggio 1922) è stato un poeta, saggista e critico letterario rumeno.

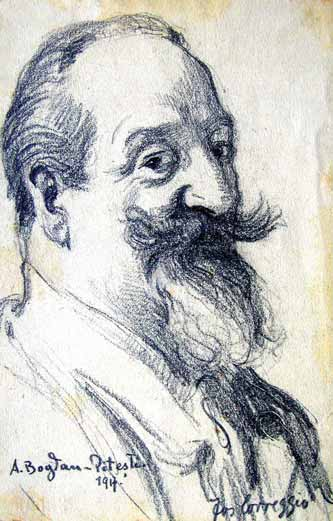
Alexandru Bogdan-Piteşti (1917)

Era un ricco proprietario terriero e investì la sua fortuna nel mecenatismo e nel collezionismo artistico, diventando uno dei principali promotori locali dell'arte moderna e sponsor del movimento simbolista rumeno. Insieme ad altre figure culturali post-impressioniste e simboliste, Bogdan-Pitești fondò la Societatea Ileana, la quale fu una delle prime associazioni rumene dedicate alla promozione dell'avanguardia e dell'arte indipendente. Era conosciuto per la sua amicizia con gli scrittori Joris-Karl Huysmans, Alexandru Macedonski, Tudor Arghezi e Mateiu Caragiale, nonché per aver sponsorizzato, tra gli altri, i pittori Ștefan Luchian, Constantin Artachino e Nicolae Vermont.
Inoltre, fu un giornalista e un agitatore politico della sinistra. Gran parte della controversa carriera politica di Bogdan-Pitești, inaugurata dal suo sostegno all'anarchismo, fu dedicata all'attivismo e al sostegno alla rivoluzione. Ebbe anche un interesse per l'occulto e mantenne stretti contatti con Joséphin Péladan, sponsorizzando il viaggio di Péladan a Bucarest nel 1898. Fu arrestato dalle autorità a vari intervalli, tra cui una volta per sedizione durante le elezioni del 1899, e fu in seguito riconosciuto colpevole di aver ricattato il banchiere Aristide Blank. Più tardi nella sua vita, fu a capo del Seara, un quotidiano germanofilo, e di un circolo letterario e politico che si oppose all'ingresso della Romania nella prima guerra mondiale tra le potenze dell'Intesa. Fu arrestato un'ultima volta alla fine della guerra, periodo in cui era diventato oggetto di odio pubblico. I misteri e le contraddizioni della carriera di Bogdan-Pitești da allora hanno attirato l'interesse di diverse generazioni di storici dell'arte e della letteratura.

## Biografia

### I primi anni di vita e l'anarchismo
Alexandru Bogdan-Pitești nacque a Pitești. Il padre era un proprietario terriero proveniente dal Distretto di Olt, e discendeva da immigrati dalla zona dell'Epiro. Suo padre divenne un leader locale del Partito Conservatore. Sua madre era una boiarda  e, come racconta il collezionista d'arte e memorialista Krikor Zambaccian, potrebbe essere stata una discendente del clan Balotescu. Bogdan-Pitești aveva anche una sorella, Elena Constanța Bogdan; sia lei che sua madre sarebbero sopravvissute alla sua morte. Come una delle sue eccentricità, Bogdan-Pitești incoraggiò la voce, infondata, che fosse un discendente diretto di un'antica casa regnante nella Valacchia, i principi Basarabidi.
Bogdan-Pitești fu educato a Ginevra, presso un'istituzione cattolica locale. Venne cresciuto nella fede ortodossa rumena ma si convertì, successivamente, al cattolicesimo; al momento della sua morte non era più un cattolico praticante. Si suppone che abbia frequentato la scuola di medicina all'Università di Montpellier, senza mai laurearsi, e in seguito se ne andò per unirsi all'ambiente bohémien di Parigi. Potrebbe essersi iscritto all'Università di Parigi, dove studiò Legge e Lettere, ma probabilmente si ritirò dopo un breve periodo. La storica dell'arte Sanda Miller racconta che Bogdan-Pitești frequentò l'École des Beaux-Arts nella capitale francese, ma che fu espulso. Altre fonti esprimono il dubbio che l'aristocratico rumeno abbia mai frequentato una qualsiasi università, in Francia o in Svizzera.
Secondo lo storico letterario Tudor Vianu, in quella fase, il giovane iniziò ad associarsi alla malavita criminale. Ben presto stabilì un legame con i circoli anarchici francesi, associandosi anche a un ramo del crescente movimento simbolista. Come altri della sua generazione, potrebbe essere stato spinto da un desiderio di esperienze scioccanti e morbose. Secondo lo storico dell'arte Theodor Enescu, questi spaziavano dalla sperimentazione erotica ai "brividi chiassosi dell'anarchismo", e dall'impresa criminale alla poesia decadente. Bogdan-Pitești faceva parte del gruppo anarchico di Auguste Vaillant, poi ghigliottinato per essere stato autore di un colpo di Stato terroristico, e forse conosceva alcuni degli intellettuali anarchici più prestigiosi: Élisée Reclus, Laurent Tailhade e Félix Fénéon, il quale ebbe particolare influenza su di lui.
Bogdan-Pitești rispettava il cattolicesimo e l'ebraismo e le riteneva le culture religiose più elevate, mentre rifiutava l'ortodossia, l'ateismo e il comunismo in quanto credeva che fossero ideologie per i mediocri, e si dipingeva come un anarchico cattolico. Credeva nella craniometria, e prese il razzismo scientifico alla lettera. A un certo punto, durante la fine degli anni 80 del 1800, Bogdan-Pitești divenne un sostenitore del generale Georges Boulanger, il quale tentò di ottenere il potere in Francia con il sostegno degli  orleanisti, dei bonapartisti e dei socialisti. In seguito, divenne amico del noto pensatore nazionalista e romantico Maurice Barrès.
Durante lo stesso periodo, divenne un rappresentante del simbolismo letterario e artistico e, presumibilmente, mantenne contatti con autori come Joris-Karl Huysmans, Maurice Maeterlinck, Octave Mirbeau, Jean Moréas e Paul Verlaine. Un'altra influenza molto importante per lui fu l'occultista e scrittrice Joséphin Péladan.
Bogdan-Pitești debuttò, inoltre, come scrittore e saggista politico. Venne riportato, ma non confermato, che pubblicò i suoi pezzi su giornali e riviste di diverso carattere, tra cui Le Figaro, Le Gaulois, Gil Blas, L'Intransigeant e La Libre Parole. Inoltre, affermò di aver avuto un ruolo nella prima rappresentazione ginevrina de La Valchiria di Richard Wagner.

### Salonul Independenților
Alexandru Bogdan-Pitești venne messo sotto sorveglianza a causa del suo coinvolgimento nella politica rivoluzionaria nel 1894  e fu infine espulso dalla Francia, nonostante l'intervento di Huysmans in suo favore. A quanto pare, il documento di espulsione lo identificava come una "minaccia per l'ordine pubblico". Una leggenda metropolitana racconta che Bogdan-Pitești era presente all'esecuzione pubblica di Vaillant e si chinò per baciare il suo corpo straziato, avvenimento che disgustò e allarmò l'establishment giudiziario.
Durante il suo soggiorno in Francia, Bogdan-Pitești contemplò l'idea di rivoluzionare l'arte rumena e, al suo arrivo a Bucarest, iniziò a organizzare riunioni di artisti presso le caffetterie Kübler e Fialkowski. Nel 1896, insieme agli artisti post-impressionisti Constantin Artachino, Ștefan Luchian e Nicolae Vermont, fondò Salonul Independenților, la replica rumena della Société des Artistes Indépendants. Furono presto raggiunti dal pittore Nicolae Grant e dal caricaturista Nicolae Petrescu-Găină.
La mostra presentava alcuni dei disegni realizzati da Alexandru Bogdan-Pitești, che intendeva utilizzare come illustrazioni per il suo libro di poesie in lingua francese, Sensations Internes. Il suo progetto era che il suo movimento artistico giungesse al di fuori della Romania e, sempre nel 1896, finanziò una mostra internazionale di artisti indipendenti e d'avanguardia. Salonul era noto per la sua pubblica protesta contro l'arte accademica: situato appena fuori l'Ateneo Rumeno, il luogo rappresentativo del neoclassicismo locale, mise su un'enorme caricatura di Petrescu Găină realizzata dell'artista accademico C. I. Stăncescu con una bandiera rossa accanto a esso. Questa chiamata alla ribellione socialista attirò l'attenzione dell'opinione pubblica e la bandiera fu rimossa con urgenza dagli agenti della polizia rumena. Le mostre successive furono viste con simpatia da una sezione della stampa, tra cui il giornale di sinistra Adevărul. Il giornale pubblicò alcuni pezzi che ridicolizzavano Stăncescu, nel suo ruolo di curatore ufficiale, e fece commenti favorevoli su tutti gli artisti del Salonul Independenților. L'editorialista Gal, osservando il passato anarchico di Bogdan-Pitești, scrisse su Adevărul:
Nonostante la loro retorica, il Salonul Independenților non era del tutto contrario alla tradizione, e occasionalmente si appellava a essa come base per una ricostruzione culturale. Il Salonul vantava tra i suoi membri onorari il pittore Nicolae Grigorescu, che si era formato con la Scuola di Barbizon. Bogdan-Pitești era particolarmente appassionato del lavoro di Luchian, e, in un articolo del 1896 per la rivista culturale Revista Orientală, parlò di lui come "un colorista ammirevole", uno "spirito libero" e un fornitore di "idee rivoluzionarie". Rafforzò la fiducia in se stesso di Luchian, esortandolo ad applicare il suo talento per illustrare "un'idea", ed era del tutto contrario al modo tradizionalista di Grigorescu. Luchian utilizzò Grigorescu come fonte di ispirazione per le sue opera, spingendo gli studiosi a sostenere che la presenza di Grigorescu nel Salonul Independenților fu la riluttante concessione di Bogdan-Pitești al suo pupillo.

### Literatorul,BronzeseIleana
Bogdan-Pitești diventò un'ispirazione per il movimento simbolista rumeno. Divenne presto un collaboratore di Literatorul, una rivista simbolista, e amico intimo del suo fondatore, Alexandru Macedonski. Nel 1897 fu scelto da quest'ultimo per curare e promuovere il suo libro di poesie in lingua francese, Bronzes. Alla fine, Bogdan-Pitești fornì i fondi necessari per la pubblicazione del libro a Parigi. Venne pubblicato con una nota introduttiva in cui Bogdan-Pitești paragonò Macedonski con Mihai Eminescu. In termini più generali, la prefazione mostrava Bogdan-Pitești come un francofilo inflessibile, il quale disse che la Romania rischiava di essere sedotta e poi inghiottita dalla cultura tedesca.
Nel 1898 Bogdan-Pitești e gli altri fondatori del Salonul Independenților si unirono all'autore Ioan Bacalbașa e all'architetto Ștefan Ciocâlteu. Questo gruppo diversificato fondò Societatea Ileana, un'associazione dedicata al sostegno di artisti innovativi. Al suo comitato direttivo si unirono, in seguito, figure intellettuali e politiche come Constantin Rădulescu-Motru, Nicolae Xenopol e Nicolae Filipescu, nonché il pittore Jean Alexandru Steriadi. L'associazione intraprese lo sforzo di sradicare i saloni accademici organizzando, nel 1898, una grande e provocatoria mostra. Al culmine della sua popolarità, arruolò tra i suoi ranghi circa 300 persone, ma nonostante tale consolidamento, alcuni affiliati di Ileana non furono interamente impegnati per la causa.
Il nome Ileana era probabilmente un prestito dal folklore rumeno, e faceva probabilmente riferimento a Ileana Cosânzeana, personaggio femminile delle fiabe mitologiche rumene. L'organo di stampa del gruppo, noto anche come Ileana, fu curato da Bacalbașa  e illustrato da Luchian. Descritto da Tudor Vianu come una "rivista d'arte raffinata", è considerato il primo esempio del suo genere in Romania.
In parallelo, Bogdan-Pitești iniziò a frequentare il primo gruppo di pressione socialista del paese, il Partito Operaio Socialdemocratico Rumeno (PSDMR), e a partecipare agli incontri tra i lavoratori di Bucarest. Il PSDMR lo denunciò come agente provocatore del Partito Conservatore, ed egli venne accusato di aver diviso il partito in tolleranti e antisemiti.

### La visita di Péladan

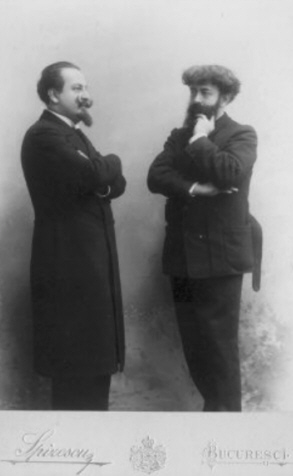
Fotografia che ritrae Bogdan-Pitești (sinistra) e Joséphin Péladan durante la visita di quest'ultimo a Bucarest.

Come capo di Ileana, Bogdan-Pitești organizzò la visita di Joséphin Péladan a Bucarest nel 1898. Fu un evento molto pubblicizzato, che attirò l'attenzione dell'alta società e che ricevette un'ampia copertura dalla stampa. Bogdan-Pitești accompagnò Péladan a fare visita a vari monumenti di Bucarest, tra cui l'Ateneo, la Camera dei Deputati, le chiese ortodosse e la chiesa Domnița Bălașa, nonché la Cattedrale di San Giuseppe. Tra i politici che parteciparono alle cerimonie c'erano Nicolae Filipescu, Constantin Dissescu, Take Ionescu, Ioan Lahovary e Constantin C. Arion; intellettuali di spicco come Barbu Ștefănescu Delavrancea e Rădulescu-Motru erano tra il pubblico.
Péladan accettò di tenere una lezione davanti alla Societatea Ileana all'Ateneo Rumeno. La sua dottrina mistica venne accolta con molto scetticismo e divertimento dai cronisti letterari rumeni. La visita si trasformò poi in scandalo: Péladan inviò un appello a tutti i rumeni ad abbracciare il cattolicesimo, e lasciò il paese con il rischio di essere deportato.
Con il nome di Ion Doican (o Duican), uno dei suoi pseudonimi, Bogdan-Pitești contribuì ad alcuni saggi nei quali lodava vari pittori contemporanei, tra cui Arthur Verona, George Demetrescu Mirea e, soprattutto, Ștefan Luchian. Ileana pubblicò solo pochi numeri prima di chiudere nel 1901. Anche il collaboratore di Bogdan-Pitești, Bacalbașa, noto allora come drammaturgo, vi partecipò ma si allontanò dal gruppo nel 1900, rinunciando alla sua posizione di editore di Ileana. Una divisione simile si verificò tra Luchian e il suo mecenate, innescata quando Bogdan-Pitești fece alcuni commenti favorevoli sul lavoro di Stăncescu, e probabilmente ci vollero diversi anni per rimediare. In quel decennio, Bogdan-Pitești divenne anche uno dei principali finanziatori di Literatorul.
Come scrittore nel 1910, in un momento in cui l'arte rumena divenne più familiare con le nuove tendenze artistiche (tra cui il cubismo e il fauvismo, entrambi sostenuti localmente dal critico d'arte Theodor Cornel), Alexandru Bogdan-Pitești adattò le sue opere alle nuove tendenze. Il mecenate d'arte, che probabilmente esercitava una notevole influenza su Cornel, si lamentò pubblicamente del fatto che invece di stare al passo con i tempi, i suoi colleghi intellettuali rumeni consideravano ancora l'impressionismo come l'ultima novità. Nell'occasione, si rivolse agli artisti francesi post-impressionisti Paul Gauguin e Paul Cézanne come i modelli da seguire. Bogdan-Pitești stava cercando di riparare la sua scissione con Luchian, e, anche se definì il pittore come "inconsistente", dichiarò che era il miglior giovane artista della Romania.

### La rivolta a Slatina e la colonia di Vlaici

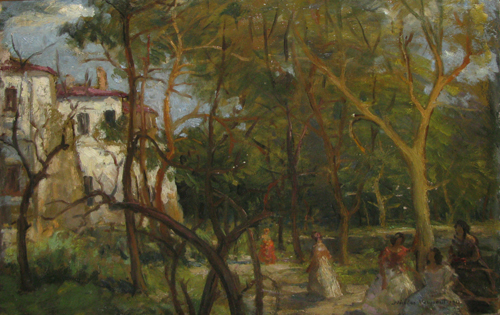
Nicolae Vermont - Vara la conac. Il dipinto ritrae la villa di of the Alexandru Bogdan-Piteşti a Vlaici.

Dopo il suo ritorno in Romania, Alexandru Bogdan-Pitești era ancora noto per le sue attività politiche, anche se queste si spostarono sullo sfondo durante i suoi anni a Ileana. Secondo alcuni resoconti, trascorse parte del suo tempo libero visitando le campagne, radunando i contadini, incitandoli a ribellarsi e pianificando una radicale riforma agraria. Durante le elezioni del 1899, si candidò per un seggio nel Distretto di Olt e nel Distretto di Ilfov, senza successo. Ci fu confusione riguardo all'affiliazione politica di Bogdan-Pitești. Era conosciuto come "il candidato dei contadini", ma entrambi i lati del sistema bipartitico rumeno, il Partito Nazionale Liberale e il gruppo Conservatore, accusarono l'altro di sostenere segretamente la sua candidatura.
Durante le visite alle campagne, si dice che abbia indotto i suoi elettori a credere che fosse un figlio del deposto Domnitor Alexandru Ioan Cuza, e quindi un sostenitore naturale della riforma agraria. La sua attività nel Distretto di Olt è conosciuta per aver scatenato alcuni incidenti violenti: secondo un racconto, istigò i contadini della zona della Slatina a una sommossa che venne repressa solo con l'uso della forza. Altri, tuttavia, sostengono che le Forze di Terra rumene spararono a caso e che poi caricarono la massa pacifica di manifestanti uccidendone almeno 35.
La crisi in Slatina si riversò nella capitale e creò problemi al governo conservatore di Gheorghe Grigore Cantacuzino. Secondo quanto riferito, sia Nicolae Fleva, ministro dell'Agricoltura, che Dissescu, ministro della Giustizia, erano pronti a dimettersi. Bogdan-Pitești stesso fu arrestato per sedizione, ma poco dopo venne ricoverato all'ospedale Filantropia. Evitò la sentenza quando i pubblici ministeri non furono in grado di dimostrare definitivamente questo coinvolgimento.
Nel complesso, Bogdan-Pitești affermò di essere stato detenuto in custodia giudiziaria per circa quaranta diversi incidenti, sottolineando che tutte queste condanne erano dovute a crimini politici.
Pur riportando questa dichiarazione, Tudor Vianu ha osservato come alcune dovevano essere, in realtà, considerate punizioni per crimini minori.
Con il tempo, il boiardo anarchico divenne noto come un criminale incallito e un galeotto, cosa che gli diede il soprannome denigratorio Bogdan-Văcărești che fa riferimento alla prigione di Văcărești a Bucarest. Altri ritoccarono il suo nome di nascita in Bogdan-Ciupești (da a ciupi, "truffare").
Bogdan-Pitești consolidò la sua proprietà quando ereditò un maniero nel villaggio di Vlaici nel comune di Colonești. Questa proprietà divenne, a partire dal 1908, il centro delle sue attività e sede della sua considerevole collezione d'arte, così come una delle prime località in Romania a fungere da campo estivo per pittori e scultori. Gli eventi da lui pianificati furono seguiti dagli abituali di Ileana e, col tempo, attrassero praticamente tutti gli altri pittori en plain air dell'epoca: Nicolae Dărăscu, Ștefan Dimitrescu, Iosif Iser, Max Hermann Maxy, Theodor Pallady e Camil Ressu.
Nei suoi ricordi di quel periodo, lo scrittore Victor Eftimiu suggerì che il rapporto non era del tutto armonioso:
Inoltre, sostenne che, contrariamente alle speculazioni sulla sua ricchezza, Bogdan-Pitești "forse pagava così poco perché è tutto ciò che aveva da dare". Si dice che stesse pagando una fortuna per la manutenzione del maniero di Vlaici, in quanto era circondato da terre aride.

### Il circolo Știrbey-Vodă
Intorno al 1908, la villa di Bogdan-Pitești sulla via Știrbey-Vodă, vicino ai giardini di Cișmigiu, di Bucarest iniziò a ospitare incontri di intellettuali. Tra coloro che parteciparono ritroviamo gli scrittori Eftimiu, Tudor Arghezi, Mateiu Caragiale, Benjamin Fondane, Gala Galaction, George Bacovia, Ion Minulescu, Claudia Millian, Ion Vinea, Eugeniu Ștefănescu-Est, Ion Călugăru e Adrian Maniu. Inoltre, parteciparono artisti come Ștefan Luchian, Max Hermann Maxy, Theodor Pallady, Camil Ressu, Constantin Brâncuși, Nicolae Tonitza, Cecilia Cuțescu-Storck e Marcel Janco. Sempre nel 1908, seguendo la proposta di Iosif Iser, Bogdan-Pitești sponsorizzò una mostra a Bucarest con opere dei famosi pittori europei Demetrios Galanis, Jean-Louis Forain e André Derain.
Dopo il 1910, il suo mecenatismo assunse nuove forme. Il critico letterario Șerban Cioculescu osservò come, almeno inizialmente, il suo rapporto con Mateiu Caragiale includeva un aspetto finanziario, dal momento che Bogdan-Pitești invitò il poeta indigente a cena e gli fornì dei fondi. Inoltre, concedeva alloggio e materiale a vari pittori svantaggiati, come riportato dal suo amico intimo Arghezi, e si interessò particolarmente alla promozione delle poesie di Ștefan Petică e di Arghezi stesso. Quest'ultimo affermò che tale influenza e sostegno morale furono "decisivi" in almeno un altro caso, quello di Luchian. Nelle sue memorie dell'epoca, il linguista Alexandru Rosetti menzionò che, ogni giorno, Bogdan-Pitești invitava "più di una dozzina di artisti" a cena a casa sua.
Come dandy, Alexandru Bogdan-Pitești condusse una vita di lusso, segnata da eccessi e, nello stesso periodo, era ormai diventato un tossicodipendente. Era un orgoglioso omosessuale (o bisessuale) e ciò non gli impedì di mantenere come sua concubina una donna più giovane, comunemente indicata come Domnica o Mica. Quest'ultima era Alexandra Colanoski, la quale nacque nel 1894 da polacchi rumeni della Bessarabia  e, secondo il memorialista Constantin Beldie, era stata precedentemente una prostituta.

### IlSeara

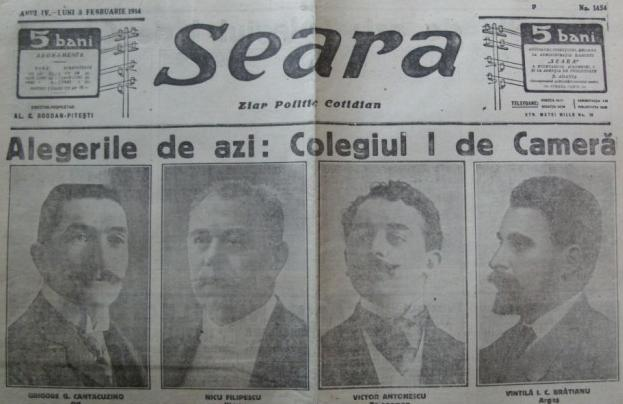
La prima pagina di Seara, con i ritratti dei canditati per le elezioni del 1914; Grigore Gheorghe Cantacuzino è il primo dalla sinistra.

Intorno al 1912, l'influenza politica di Alexandru Bogdan-Pitești cominciò ad aumentare. Iniziò a collaborare con una fazione interna del Partito Conservatore, che aveva come leader Grigore Gheorghe Cantacuzino, il sindaco di Bucarest. In seguito, Bogdan-Pitești divenne l'editore di Seara, ma fu una copertura per Cantacuzino che lo usò per testare l'impatto della sua agenda sul pubblico rumeno.
A quel tempo, come molti conservatori germanofili, Bogdan-Pitești cominciò a sostenere l'alleanza del Regno di Romania con l'Impero tedesco e l'Impero austro-ungarico. Questo punto di vista venne reso popolare per mezzo del suo club letterario, e il sostegno per gli Imperi Centrali venne inoltre espresso da Arghezi nel Seara. Nel settembre del 1914, un consorzio tedesco acquistò il giornale, insieme all'altra gazzetta di Cantacuzino, Minerva, e Bogdan-Pitești fu tenuto come semplice editorialista. Il suo circolo, che era già ostile al governo nazionale liberale di Ion I. C. Brătianu, accolse i diversi gruppi che erano allarmati dalla probabile entrata in guerra della Romania: i conservatori filotedeschi, i sostenitori dell'internazionalismo proletario, e i pacifisti impegnati.

### Libertateae le guerre di propaganda
Tra l'ottobre del 1915 e il giugno del 1916, Bogdan-Pitești gestì un altro giornale, Libertatea. Il suo direttore politico era lo statista in pensione Nicolae Fleva, poi sostituito da Arghezi. Nel febbraio del 1916, Galaction e Arghezi lanciarono Cronica, un'altra rivista con un programma filotedesco, e che potrebbe essere stata pubblicata con discreta assistenza da Bogdan-Pitești. Anche se Bogdan-Pitești, Domnica e Caragiale fecero una misteriosa visita a Berlino all'inizio del 1916, non furono mai classificati come spie straniere dal controspionaggio della Siguranța Statului. Il nome di Bogdan-Pitești emerse poi in una conversazione del febbraio del 1916 tra lo statista tedesco Matthias Erzberger e Raymund Netzhammer, l'arcivescovo cattolico di Bucarest. Erzberger chiedeva se il proprietario terriero di Vlaici potesse mai aiutare a far avanzare la causa germanofila; l'arcivescovo, un fedele suddito tedesco, rispose che Bogdan-Pitești era inaffidabile. Più tardi emersero voci che Bogdan-Pitești fosse uno degli uomini che ricevevano compensi dalla spia tedesca Albert E. Günther, manager della compagnia Steaua Română. Il dossier che lo attestava è andato perduto, ma fonti secondarie dicono che Bogdan-Pitești ricevette 840.000 lei dalle mani di Günther.
Gli editori di Seara e Libertatea erano, in generale, apertamente critici sociali e culturali, con diverse rimostranze contro l'establishment. Lo storico Lucian Boia sostiene che, anche se Bogdan-Pitești era sul libro paga tedesco, il suo passaggio dai francofili avrebbe potuto essere una vera e propria forma di conservatorismo. Il gruppo centrale degli uomini di Seara includeva socialisti di varie tonalità: Arghezi, che sosteneva che il nazionalismo serbo fosse la scintilla della guerra; Felix Aderca, che descriveva l'Impero tedesco come il belligerante più progressista; e Avram Steuerman-Rodion, che fu il portavoce delle lamentele degli intellettuali tedeschi dalla Moldavia. Altri erano rifugiati di sinistra dell'Impero russo che volevano che la Romania si unisse agli Imperi Centrali e aiutasse a liberare la Bessarabia: Alexis Nour e il vecchio anarchico Zamfir Arbore. Seara era anche una piattaforma per alcuni rumeni scontenti dalla Transilvania, una terra irredenta sotto il dominio austro-ungarico. Tra questi vi era un conservatore, Ilie Bărbulescu, il quale consigliò ai rumeni di non concentrarsi sulla Transilvania, e di dare priorità all'azione contro i russi. Oltre alla politica, Seara pubblicò notizie riguardanti la cultura, selezionate da Ion Vinea e dal poeta Jacques G. Costin.
Bogdan-Pitești pubblicò regolarmente i propri articoli sui due giornali da lui diretti, firmandoli con lo pseudonimo Al. Dodan. I primi testi esprimevano la sua "russofobia" e la sua commiserazione per l'alleanza della Francia con l'autocrazia zarista, "l'oligarchia più selvaggia, ignorante e sanguinaria" del mondo. Nel 1915, pensando che l'interesse nazionale della Romania dipendesse dagli Asburgo e dai Tedeschi, e sostenendo che i contadini rumeni fossero peggio delle loro controparti in Transilvania, esortò i suoi compatrioti a riflettere sui benefici dell'annessione della Bessarabia alla Romania.

### La guerra, il disonore e la morte
Gli anni di neutralità riaccesero, inoltre, le polemiche sugli impegni quotidiani di Alexandru Bogdan-Pitești. Nel 1913 scoppiò uno scandalo dopo che il banchiere Aristide Blank portò Bogdan-Pitești in tribunale con l'accusa di ricatto. Il querelante assunse l'avvocato Take Ionescu e l'imputato, rappresentato da Fleva, fu infine condannato a una pena detentiva. Durante lo scandalo, Seara pubblicò degli articoli di Arghezi nei quali dichiarava l'innocenza di Bogdan-Pitești. Nel 1916, poco prima che la Romania entrasse in guerra tra gli Alleati, Alexandru Bogdan-Pitești fu nuovamente coinvolto in una controversia legale con i francofili Take Ionescu e Barbu Ștefănescu-Delavrancea, con Constantin Dissescu come suo avvocato.
Una volta che la Romania tornò in possesso delle sue aree meridionali, Alexandru Bogdan-Pitești fu accusato di tradimento e fu inviato a Văcărești. Alcuni, tuttavia, notano che quest'ultima sentenza, pronunciata nel 1919, non era in realtà legata ai suoi rapporti di guerra, ma solo alle sue attività fraudolente e che solo per coincidenza Bogdan-Pitești condivise una prigione con Arghezi, Karnabatt, Ioan Slavici, giornalisti collaborazionisti condannati.
Secondo Tudor Vianu, Bogdan-Pitești trascorse i suoi ultimi anni "nell'umiliazione", mentre Cernat descrive la sua caduta definitiva allo status di "paria". Bogdan-Pitești morì quattro anni dopo la fine della guerra, nella sua casa a Bucarest, dopo aver subito un infarto del miocardico acuto. Secondo Cernat, la sua morte "grottesca" fu improvvisa e lo colse nel mezzo di una conversazione telefonica. Secondo quanto riferito, l'ultimo desiderio di Bogdan-Pitești fu che la sua collezione artistica passasse alla proprietà statale e fosse conservata come museo.

## Lascito

### Ruolo e influenza
Bogdan-Pitești fu oggetto di fascino tra la comunità letteraria e artistica. La storica d'arte Corina Teacă osserva che, come Félix Fénéon, Bogdan-Pitești stava di fatto fabbricando il proprio mito:
L'ambiente artistico rumeno ammirò, e poi disprezzò, Bogdan-Pitești. Nei suoi momenti di gloria, ricevette omaggi da molti dei suoi amici scrittori. Zambaccian lo ritrasse così:
Lo scrittore e critico Eugen Lovinescu, un modernista, si oppose aspramente alle opinioni di Bogdan-Pitești e della maggior parte degli altri intellettuali che si schierarono con la Germania: nel 1922 pubblicò l'articolo Revizuiri morale nel quale ricordava al pubblico la polemica che circonda il collezionista d'arte e i suoi soci, Arghezi e N. D. Cocea.
I commentatori sono stati tentati di comparare Bogdan-Pitești con alcuni personaggi controversi della storia del mondo, il più delle volte con il prototipo degli egoisti, Alcibiade. Altri paragonarono Bogdan-Pitești allo scrittore rinascimentale e noto ricattatore Pietro Aretino: Zambaccian sottolinea che, a differenza di Aretino, Bogdan-Pitești non ingannò mai i suoi artisti.

### Collezioni e proprietà

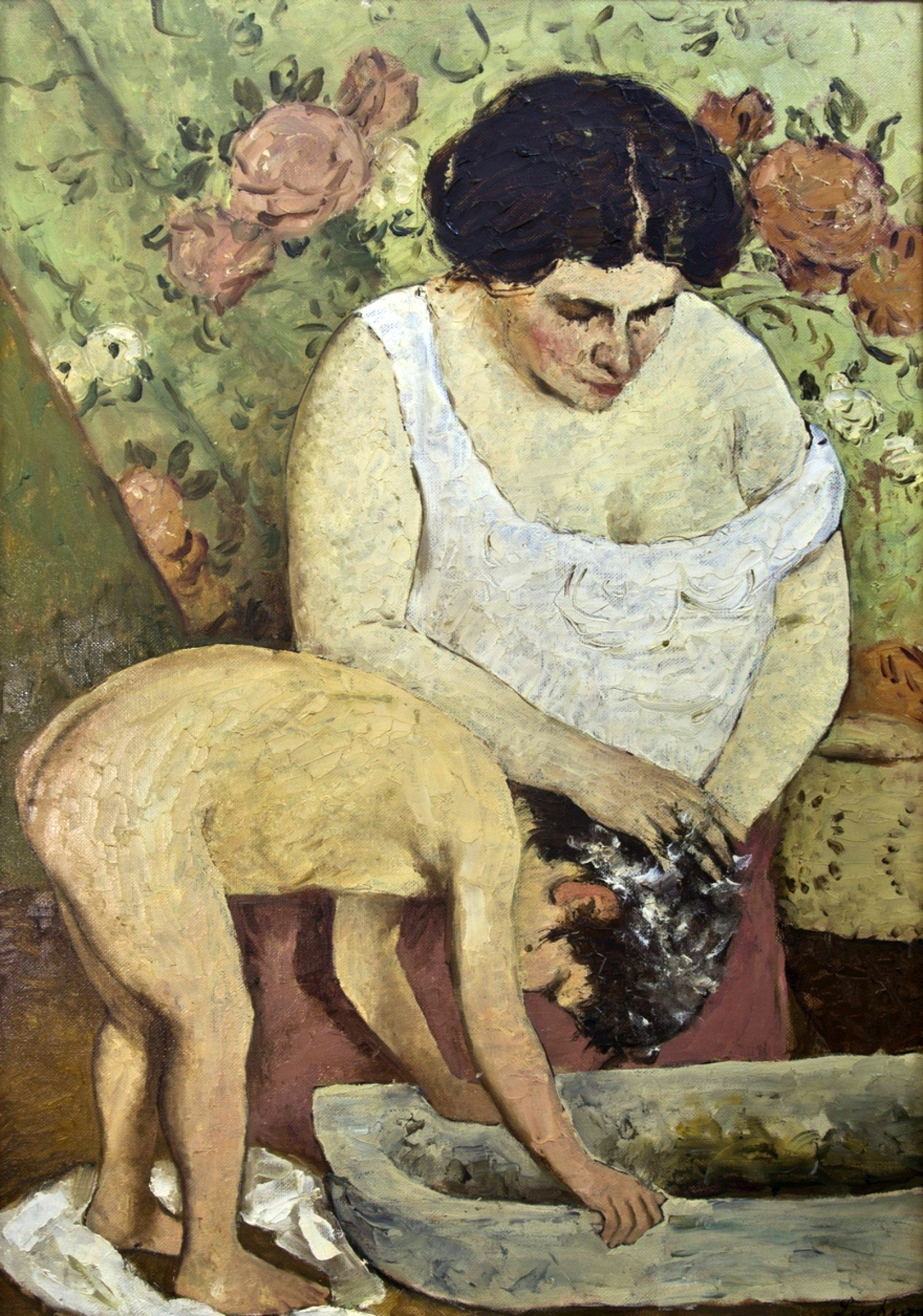
Dipinto realizzato da Ștefan Luchian, uno dei più conosciuti della collezione di dipinti di Bogdan-Pitești.

Nel 1910, gli interessi artistici di Bogdan-Pitești diedero vita a una collezione di 967  o 1500 opere individuali, la maggior parte delle quali ospitate nella sua tenuta a Colonești. La collezione comprendeva oggetti creati da importanti artisti rumeni tra cui, Nina Arbore, Constantin Brâncuși, Oscar Han, Nicolae Petrescu-Găină, Francisc Șirato, Cecilia Cuțescu-Storck, Jean Alexandru Steriadi, Friedrich Storck e Nicolae Tonitza. Del totale, circa 900 opere erano di provenienza rumena. Tra gli artisti stranieri il cui lavoro è stato compreso nella collezione c'erano Georges-Antoine Rochegrosse e Frank Brangwyn. La sezione dedicata alle opere d'arte più recenti fu progettata e inaugurata come il primo museo d'arte moderna in Romania.
La collezione di Bogdan-Pitești includeva, inoltre, molti esempi dell'arte di Ștefan Luchian. Due dei suoi famosi dipinti lì raccolti erano Lăutul, che Bogdan-Pitești si dice abbia paragonato ai dipinti a olio di Paolo Veronese, e Safta Florăreasa, originariamente parte della collezione della famiglia Luchian. Oltre a questi, vi erano i dipinti Durerea, riprodotto in un numero di Seara del 1914, De Nămezi e Lica, fetița cu portocala. Tra le altre opere di Luchian vi erano due ritratti di Bogdan-Pitești: un disegno a inchiostro, le cui copie furono diffuse con il manifesto elettorale di Bogdan-Pitești del 1899, e un dipinto a olio.
Bogdan-Pitești fu oggetto di diversi schizzi anonimi, tra cui due vignette del 1896 pubblicate in Adevărul, e un disegno del 1917 firmato Correggio. Fu anche raffigurato in un fumetto pubblicato nel 1914 da Petrescu Găină. La stessa Domnica Bogdan posò come modella per vari artisti, e fu raffigurata in opere di Camil Ressu, Pallady e il pittore bulgaro Jules Pascin. Nel 1920 Bogdan-Pitești commissionò a Paciurea un busto di Domnica. Lo stesso anno, Dimitrescu dipinse un suo ritratto a olio su cartone.
Il maniero di Colonești e il suo fondo artistico caddero vittime di abbandono. Secondo Tudor Vianu, la collezione fu "travolta dal vento della devastazione" anche negli anni tra le due guerre. Nel 1924 fu oggetto di un'asta pubblica. Questo attirò le proteste di personaggi letterari come Cezar Petrescu, Perpessicius e Victor Eftimiu. Come risultato dell'asta, molte opere passarono nelle collezioni di Zambaccian, Alexandru G. Florescu, Iosif Dona e molti altri.
Sotto il regime comunista, l'edificio di Vlaici venne trasformato in un ramo per la produzione di macchinari agricoli. Beldie racconta che, sotto il comunismo, Domnica Bogdan lavorò come igienista all'ospedale centrale di Bucarest.